# Ruifrancoïta
La ruifrancoïta és un mineral de la classe dels fosfats, que pertany al grup de la roscherita. Rep el nom en honor del professor Rui Ribeiro Franco (9 de juny de 1916 - 20 de febrer de 2008), en reconeixement de les seves destacades contribucions a la mineralogia i la geologia brasilera.

## Característiques
La ruifrancoïta és un fosfat de fórmula química Ca₂(◻,Mn)₂(Fe3+,Mn,Mg)₄Be₄(PO₄)₆(OH)₄(OH,H₂O)₂·4H₂O. Va ser aprovada com a espècie vàlida per l'Associació Mineralògica Internacional l'any 2006. Cristal·litza en el sistema monoclínic. La seva duresa a l'escala de Mohs és 4,5.
Segons la classificació de Nickel-Strunz, la ruifrancoïta pertany a «08.DA: Fosfats, etc, amb cations petits (i ocasionalment, grans)» juntament amb els següents minerals: bearsita, moraesita, roscherita, zanazziïta, greifensteinita, atencioïta, guimarãesita, footemineïta, uralolita, weinebeneïta, tiptopita, veszelyita, kipushita, philipsburgita, spencerita, glucina i ianbruceïta.

## Formació i jaciments
Va ser descoberta a la mina Sapucaia, situada a la localitat de Sapucaia do Norte, a Galiléia (Minas Gerais, Brasil). També ha estat descrita a Poço d'Antas claim, al municipi d'Itinga, també a Minas Gerais. Aquests dos indrets són els únics de tot el planeta on ha estat descrita aquesta espècie mineral.